# Билюга, Тимофей Денисович
Тимофей Денисович Билюга (1903, Боково-Антрацит — 1988, Антрацит, Ворошиловградская область)  — советский военачальник. Участник Великой Отечественной войны . Начальник Бакинского пехотного училища (1942). Полковник.

## Биография
Родился в 1903 году. В РККА с 1931 года.  В составе действующей армии с июля 1941 по июль 1942 года. Участник героической обороны городов Одессы и Севастополя. В боях был четыре раза ранен.
В период с 1941 по июль 1942 года интендант 3-го ранга (в последующем подполковник) Билюга Т. Д. находился в должности командира 90-го стрелкового полка 95-й Молдавской стрелковой дивизии (I ф.) (Приморская армия - с 10.08.1941 г.). 22 июня 1941 года его полк в составе дивизии занимал оборону на участке Петрешты — Леова. До 3 июля держал оборону, затем под давлением превосходящих сил противника отошёл на рубеж Пырлица-Леова. Затем 15 июля занял оборону на подступах к Кишинёву. В ходе обороны Молдавии его полк в составе дивизии вёл бои с частями 4-й армии Румынии и 11-й немецкой армии. 5 августа получил приказ командующего Приморской армии на отход с территории Молдавии и оборонять Одессу. 
Оборонительные бои за Одессу продолжались до 5 октября, когда получен приказ на эвакуацию морем. 17 октября 1941 года начал выгрузку в Севастополе.
Комполка Билюга Т. Д. получил приказ развернуться в районе станции Воинка и утром 24 октября начать наступление на противника. Наступление продолжалось до середины дня 26 октября, но встречным ударом противник прорвал фронт. Отходя с боями с рубежа на рубеж, 90-й стрелковый полк под командованием интенданта 3-го ранга Т. Д. Билюги  в составе дивизии прорвался первым 30 октября в Корабельную сторону Севастополя и был включена в состав четвёртого сектора Севастопольского оборонительного района. 
Из представления к ордену Красного Знамени: 

Тов. Билюга Т.Д. участник героической обороны городов Одесса и Севастополя.
Будучи командиром 90 стрелкового полка 95 стрелковой дивизии в ожесточённых боях под Одессой и Севастополем показал себя храбрым и бесстрашным командиром.
Под его командованием 90 стрелковый полк нанёс тяжёлые потери немецко-румынским захватчикам.
В боях т. Билюга четыре раза ранен. (тяжело)
За мужество и умелое руководство боем в результате которого беспощадно уничтожался враг, майор, ныне подполковник Билюга достоин награждения орденом КРАСНОГО ЗНАМЕНИ.
Командующий войсками
Северо-Кавказского фронта
генерал армии И.В. Петров   20.11.1943— Наградной лист
С конца августа по 30 октября 1942 года - начальник Грозненского военного пехотного училища (2-го формирования)  В данный период училище дислоцировалось в городе Душети Грузинской ССР, а 25 октября 1942 года было передислоцировано в город Баку Азербайджанской ССР. С 16 февраля 1944 по 15 марта 1945 года. командир 101-го запасного стрелкового полка 16-й запасной стрелковой бригады.
С 23 января 1946 года находился в должности командира 948-го стрелкового полка 257-й стрелковой дивизии (3-го формирования). 
В 1985 году к сорокалетию Победы награждён орденом Отечественной войны I степени.
Умер от фронтовых ран в 1988 (?) году в Антраците, ныне Луганская область.

## Награды
- Орден Красного Знамени[4]
- Орден Отечественной войны I степени[5](6.11.1985)
- Орден Отечественной войны II степени
- Орден Красной Звезды
- Медаль За боевые заслуги
- Медаль «За оборону Севастополя»
- Медаль «За оборону Одессы»

- Медаль «В ознаменование 100-летия со дня рождения Владимира Ильича Ленина» (6 апреля 1970)
- Медаль «За победу над Германией в Великой Отечественной войне 1941—1945 гг.» (9 мая 1945[6])
- Юбилейная медаль «Двадцать лет Победы в Великой Отечественной войне 1941—1945 гг.» (7 мая 1965[7])
- Юбилейная медаль «Тридцать лет Победы в Великой Отечественной войне 1941—1945 гг.»[8]
- Медаль «Сорок лет Победы в Великой Отечественной войне 1941—1945 гг.»[9]
- Медаль «Ветеран Вооружённых Сил СССР»
- Медаль «30 лет Советской Армии и Флота»[10]
- Юбилейная медаль «40 лет Вооружённых Сил СССР»[11]
- Юбилейная медаль «50 лет Вооружённых Сил СССР» (26 декабря 1967[12])
- Юбилейная медаль «60 лет Вооружённых Сил СССР» (28 января 1978[13])
- Юбилейная медаль «70 лет Вооружённых Сил СССР» (28 января 1988[14])
- Медали СССР.
- Знак МО СССР «25 лет Победы в Великой Отечественной войне»
- Иностранными орденами и медалями